# Экотип

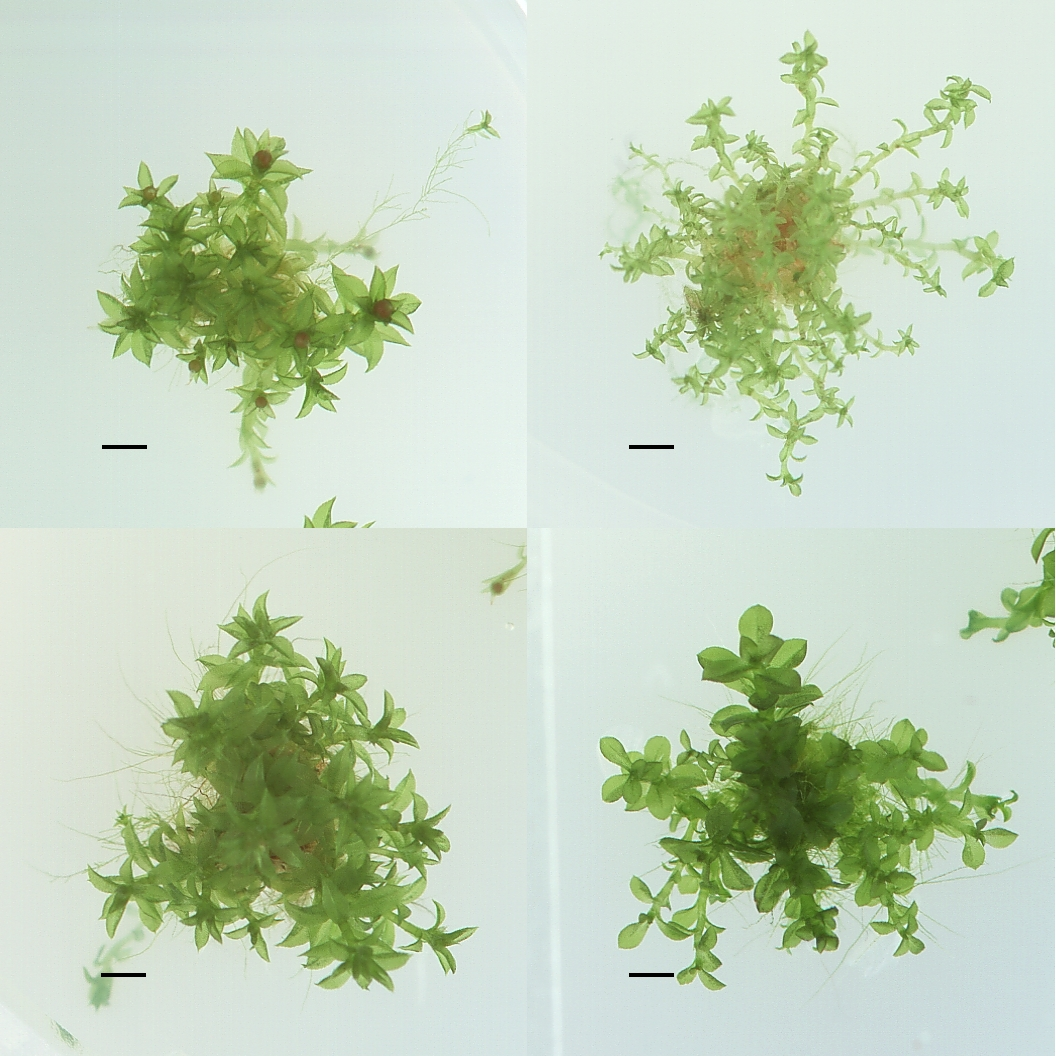
Экотипы

Экоти́п (от греч. οἶϰος – жилище, местопребывание и тип) — совокупность экологически близких популяций вида, связанных с определённым типом мест обитания и обладающих генетически закреплёнными анатомо-морфологическими и физиологическими особенностями, выработавшимися в результате продолжительного воздействия сходных режимов экологических факторов. От экотипа следует отличать экады, специфические признаки организмов, которые не закреплены генетически и носят приспособительный характер; например, болотные модификации сосны обыкновенной, потомство которых, выращенное на незаболоченной территории, ничем не отличается от нормальных деревьев, тогда как родительские особи имеют карликовый рост, искривлённый ствол, мелкие шишки, короткую хвою и т. д.
Если экологические факторы в пространстве меняются постепенно, экотипы плавно переходят друг в друга, формируя экоклин. В противном случае формируется совокупность относительно изолированных субпопуляций, и распределение вида вдоль градиента экологического фактора может приобрести бимодальный характер.

## Определение
Экотип — это вариант, в котором фенотипические различия слишком незначительны или слишком тонки, чтобы их можно было отнести к подвидам. Эти различные варианты могут встречаться в одном и том же географическом регионе, где различные среды обитания, такие как луг, лес, болото и песчаные дюны. Если сходные экологические условия встречаются в удалённых друг от друга местах, аналогичный экотип может встречаться и в отдельных местах.

## Группы экотипов
Различают три основные группы экотипов:
- Климатические (географические) — возникают под влиянием изменения климата в различных частях ареала. Характерны преимущественно для видов с широкими ареалами.
- Эдафические — формируются под влиянием почвенно-грунтовых условий.
- Биотические — возникают под влиянием других организмов.

## Диапазон и распределение
Эксперименты показывают, что иногда экотипы проявляются только тогда, когда их разделяют большие пространственные расстояния (порядка 1000 км). Это связано с гибридизацией, в результате которой разные, но смежные сорта одного и того же вида (или, как правило, одного и того же таксономического ранга) скрещиваются, тем самым преодолевая местный отбор. Однако другие исследования показывают, что может произойти обратное, то есть экотипы, обнаруживающиеся в очень небольших масштабах (порядка 10 м) и популяциях.
В экотипах для непрерывных, постепенных географических вариаций характерно наложение аналогичных фенотипических и генетических вариаций. Эта ситуация называется экоклин. Хорошо известным примером экоклина является градация цвета кожи у коренного населения во всем мире, что связано с широтой и количеством солнечного света. Но часто распределение экотипов бывает бимодальным или мультимодальным. Это означает, что экотипы могут отображать два или более различных и прерывистых фенотипа даже в пределах одной популяции. Такое явление может привести к видообразованию и может произойти, если условия в местной среде резко изменятся в пространстве или времени. 

## Примеры
- Тундровый олень и лесной олень - два экотипа северного оленя. Первые мигрируют (преодолевая 5000 км) ежегодно между двумя средами в большом количестве, тогда как другие (которых намного меньше) остаются в лесу на лето[5]. В Северной Америке вид Rangifer tarandus, местно известный как карибу[6][7], был разделен на пять подвидов. Карибу классифицируются по экотипу в зависимости от нескольких поведенческих факторов - преобладающее использование среды обитания (север, тундра, горы, лес, бореальный лес, лесное жилище), расстояние (рассеянное или агрегированное) и миграция (сидячий или миграционный)[8][9][10]. Например, подвид Rangifer tarandus caribou также отличается рядом экотипов, включая бореального лесного карибу, горного лесного карибу и мигрирующего лесного карибу.

- Резуха (Arabis fecunda), трава, эндемичная для некоторых известковых почв штата Монтана, США. Её можно разделить на два экотипа. Одна группа «с низкой высотой» живет около земли в засушливой, теплой среде и, таким образом, обладает значительно большей устойчивостью к засухе, чем группа «с большой высотой». Два экотипа разделены горизонтальным расстоянием около 100 км[4].

- Принято считать, что белый дельфин имеет два экотипа - речной экотип, обнаруженный в некоторых реках Южной Америки, и пелагический экотип, обнаруженный в южной части Атлантического океана[11]. Точно так же принято, что у афалины есть два экотипа в западной части Северной Атлантики.

- Сосна обыкновенная (Pinus sylvestris) имеет 20 различных экотипов в районе от Шотландии до Сибири, способных к скрещиванию[12].

- У улиток ученые обнаружили очень необычный случай: было замечено, что две популяции одного и того же вида улитки Helix, разделенные всего несколькими сотнями километров, предпочитают не скрещиваться, то есть они отвергают друг друга как партнера для спаривания. Это событие, вероятно, происходит во время процесса ухаживания, который может длиться часами.